# Filipovka
Filipovka är ett vattendrag i Belarus. Det ligger i den sydvästra delen av landet, 240 km sydväst om huvudstaden Minsk.
Trakten runt Filipovka består till största delen av jordbruksmark. Runt Filipovka är det ganska tätbefolkat, med 56 invånare per kvadratkilometer.